# Бобков, Фёдор Петрович
Фёдор Петрович Бобков (в монашестве — Феодосий) (7 февраля 1874, деревня Новая, Каширский уезд, Тульская губерния — 17 февраля 1938, Бутовский полигон) — православный священник, прославлен в лике священномучеников Российских в 2000 году.

## Жизнеописание
Родился 7 февраля 1874 года в деревне Новая Каширского уезда Тульской губернии в крестьянской семье. С детских лет Фёдор обнаруживал в себе особый певческий талант, и был отдан родителями в Московскую Городскую школу, где обучался в церковном хоре Быкова. В возрасте 18 лет молодой Фёдор выбрал для себя путь монашеского служения и поступил послушником в Московский Кафедральный Чудов монастырь. Его основным послушанием было церковно-певческое. Он был даже официально назначен на должность регента Чудова монастыря. В Чудовом монастыре он был пострижен в мантию с именем Феодосий. 14 декабря 1907 года монах Феодосий был рукоположён во иеродиакона, а 14 января 1911 года — во иеромонаха.

### Первая мировая война
Во время Первой мировой войны отец Феодор был командирован в действующую армию для несения обязанностей полкового священника.
В июле 1915 г. он прибыл на фронт, и был назначен в штат 211 полевого запасного госпиталя, в марте 1916 г. переведён в 161 пехотный Александропольский полк.
Послужной список иеромонаха свидетельствует, что он «находился под артиллерийским огнём 9 мая 1916 г. во время обстрела противника деревни Рыдорубы… 10 апреля 1916 г. обходил позиции 161 пехотного Александропольского полка с крестом и святой водой под огнём противника».
За героизм во время несения пастырских обязанностей отец Феодор был отмечен наградами. Так приказом Главнокомандующего Западного фронта от 8 ноября 1915 г. «за отлично-усердную службу и труды, понесённые во время военных действий сопричислен к ордену св. Анны 3-й степени».
С мая 1916 г. — назначен священником походной церкви 2-го лазарета 41 дивизии, где служил до сентября.
Отмечал службу отца Феодора и Святейший Синод: «За отличие за время военных действий, при исполнении пастырских обязанностей во 2-м лазарете 41 пехотного полка преподано благословение Святейшего Синода с грамотой 1916 года 14 октября».
В сентябре 1916 г. возвратился к штатному месту служения в 211 полевой госпиталь.
Находился отец Феодор на послушании полкового священника вплоть до 1917 г. 25 июля 1917 г. распоряжением Главного священника армий Западного фронта был отчислен от госпиталя и направлен в Чудов монастырь.
Как видно, в основном иеромонах трудился при военных госпиталях и лазаретах, где совершал богослужения для раненных бойцов и медперсонала, напутствовал умирающих пред их кончиной и совершал христианское погребение погибших воинов. Приходилось отцу Феодору совершать богослужения не только в закрытых госпиталях, но и под пулями и снарядами неприятеля. Естественно, подобная деятельность требует от полкового священника особого мужества и героизма.

### 1917—1937
В октябре 1917 г. власть в России захватили большевики, с их приходом начался период гонений на Церковь. В первую очередь новая власть закрыла монастыри. Одним из первых был закрыт Чудов монастырь, так как он находился в Кремле, а туда, как известно, переехало советское правительство.
После закрытия обители отец Феодор перешёл служить в село Одинцово (Ясногорский район) Каширского уезда (в 1920), в 1923 г. его пригласили на должность регента в Новоспасский монастырь, но там он пробыл недолго, в том же году он был направлен на приход села Заразы Каширского района.
В 1930 г. отец Феодосий стал настоятелем церкви Рождества Богородицы села Вихорня Михневского района. В это время церковное начальство наградило отца Феодора наперсным крестом.

### Арест
В 1938 г. в разгар гонений, местные сотрудники НКВД обратили внимание на отца Феодора. Образ иеромонаха, служащего на приходе представлялся им явно антисоветским, и чекисты решили «сфабриковать» новое уголовное дело.
20 января 1938 года следователь Михневского отделения милиции допросил двух свидетелей. Это были колхозники села Матвейково, которые дали показания против священника, обвинив его в агитации против существующего строя и системы колхозного строительства. Интересно, что сотрудники милиции допросили только двух свидетелей, хотя по тем временам, обычно опрашивали большее количество людей. Но, несмотря на это, начальник Михневского отдела милиции мл. лейтенант Попов выписал справку на арест священнослужителя. В этой справке он писал, что Бобков Фёдор Петрович «среди населения проводит контрреволюционную агитацию, распространяет гнусную контрреволюционную клевету о гибели колхозов и поражении советской власти». И ввиду этого предлагал священника арестовать и привлечь к ответственности по ст. 58-10.
29 января отец Феодор был арестован, и направлен в Каширскую тюрьму.
30 января состоялся допрос.

— Признаёте ли вы себя виновным в предъявленном обвинении?

— Виновным в предъявленном обвинении себя не признаю.

— Следствием установлено, что вы, будучи враждебно настроены к политике ВКП(б) и советской власти, среди населения проводили антисоветскую и контрреволюционную агитацию. В том же месяце 1937 года в присутствии граждан вы говорили: «Как вы не старайтесь работать в колхозе, а всё равно хорошей жизни вам в колхозе не будет. Вот уже, который год работаете, а не ползёте, не лезете вверх, а всё в низ, да в низ. Хорошую жизнь даёт не советская власть, а Бог. Бог прогневается, и будет жестоко наказывать тех, кто не верует в Бога, пока не поздно нужно ходить в храм, и усердно молиться Богу, и не слушать коммунистов, что они говорят. Коммунисты и комсомольцы это есть антихристы, и от них нужно быть всегда вдалеке». Признаёте ли себя виновным?

— Я этого не говорил, и виновным себя не признаю.

— Следствием также установлено, что вы в октябре месяце 1937 года гражданам говорили: «Советская власть издевается над религией, священников арестовывают, а за что? За правду. Недаром говорится „правда глаза колет“. Советская власть хочет насильно оттолкнуть православный народ от религии, но они глубоко ошибаются. Чем больше советская власть будет нападать на религию, тем больше народ будет верить в Бога». Признаёте ли вы себя виновным?

— Этого я не говорил, и виновным себя не признаю.
— Из допроса

### Смерть
На следующий день, 31 января, в НКВД было составлено обвинительное заключение, где было написано, что Бобков Ф. П. «среди населения проводит контрреволюционную агитацию, распространял гнусную контрреволюционную клевету о гибели колхозов и поражении советской власти,…будучи допрошен в качестве обвиняемого виновным себя не признал, но уличается свидетельскими показаниями».
На основании этого Попов постановил: следственное дело представить на рассмотрение тройки при УНКВД.
8 февраля тройка рассмотрела дело иеромонаха Феодосия, и приговорила страдальца к смертной казни.
Расстрелян отец Феодор был 17 февраля 1938 г. в Бутово, и погребён в безвестной могиле.

## Прославление в лике святых
Прославлен Русской Православной Церковью на Юбилейном соборе в 2000 году.

## Список использованной литературы
1. «Жития новомучеников и исповедников Российских XX века. Составленные игуменом Дамаскиным (Орловским). Февраль». Тверь. 2005. С. 125—127
2. Ступинское благочиние
3. Региональный общественный фонд Память мучеников и исповедников РПЦ
4. Киприановский источник № 2 (71) февраль 2012 года. Приходской листок Церкви Живоначальной Троицы